# 平阳县第二中学
浙江省平阳县第二中学（简称：平阳二中）是一所位于浙江省温州市平阳县水头镇东川中路的中学，校园占地八十多亩。该学校在1942年9月由苏步青、陈铎民、吴人鉴等人创立，创立时的名称为“平阳县私立南雁战时初中学生补习学校”，1946年6月改名为“平阳县私立南雁初级中学”（简称“雁中”），1956年改为现在的名称。

## 主要荣誉
2001年3月, 评定为“浙江省现代教育技术实验学校”；
2003年4月，选为“北京大学附中远程教育示范学校”；
2005年1月，经过省教育厅评估验收，晋升为浙江省重点高中，成为平阳县第二所省级重点高中。